# کول‌تپه سروکانی
کول تپه سروکانی مربوط به سدهٔ ۸–۶ ه.ق است و در شهرستان پیرانشهر، بخش لاجان، دهستان لاهیجان غربی، روستای سرو کانی واقع شده و این اثر در تاریخ ۲۵ آبان ۱۳۸۷ با شمارهٔ ثبت ۲۳۵۵۴ به‌عنوان یکی از آثار ملی ایران به ثبت رسیده است.